# KO-D Tag Team Championship
Le KO-D Tag Team Championship est une ceinture par équipe de catch de la Dramatic Dream Team, fédération se trouvant au Japon. Il est créé le 2 juin 2001.

## Histoire du titre
| Catcheur                    | Nombre de fois | Date            | Villes              | Notes                                                                                     |
| --------------------------- | -------------- | --------------- | ------------------- | ----------------------------------------------------------------------------------------- |
| Nosawa et Takashi Sasaki    | 1              | 2 juin 2001     | Mexico City, Mexico | Battent Starman et Vertigo lors d'un show de la CMML pour devenir les premiers champions. |
| MIKAMI et Super Uchuu Power | 1              | 26 juillet 2001 | Tokyo, Japon        |                                                                                           |
| Vacant                      | Vacant         | 16 août 2001    | Tokyo, Japon        |                                                                                           |